# Lochmaben
Lochmaben (gael. Loch Mhabain) – miasto w południowej Szkocji, w jednostce administracyjnej (council area) Dumfries and Galloway, historycznie w hrabstwie Dumfriesshire, położone w dolinie Annandale, pomiędzy trzema jeziorami – Castle Loch, Kirk Loch oraz Mill Loch. W 2022 roku liczyło 2092 mieszkańców.
Założone w 1296 roku (burgh). W przeszłości było ośrodkiem włókiennictwa, współcześnie funkcjonuje tu przemysł mleczarski. W latach 1863–1966 istniała tutaj stacja kolejowa na nieczynnej obecnie linii z Dumfries do Lockerbie (Dumfries, Lochmaben and Lockerbie Railway).
Znajdują się tu nasypy ziemne będące pozostałością po XII-wiecznym drewnianym zamku typu motte (Old Lochmaben Castle) oraz ruiny kamiennego zamku z XIII wieku (Lochmaben Castle).